# Киффи
Киффи́ (фр. Kiffis) — коммуна на северо-востоке Франции в регионе Гранд-Эст (бывший Эльзас — Шампань — Арденны — Лотарингия), департамент Верхний Рейн, округ Альткирш, кантон Альткирш.
Площадь коммуны — 6,55 км², население — 284 человека (2006) с тенденцией к снижению: 230 человек (2012), плотность населения — 35,1 чел/км².

## Население
Численность населения коммуны в 2011 году составляла 233 человека, а в 2012 году — 230 человек.
| 1962 | 1968 | 1975 | 1982 | 1990 | 1999 | 2005 | 2006 | 2010 | 2011 | 2012 |
| ---- | ---- | ---- | ---- | ---- | ---- | ---- | ---- | ---- | ---- | ---- |
| 230  | 203  | 215  | 214  | 237  | 236  | 285  | 284  | 236  | 233  | 230  |

Динамика населения:

## Экономика
В 2010 году из 166 человек трудоспособного возраста (от 15 до 64 лет) 139 были экономически активными, 27 — неактивными (показатель активности 83,7 %, в 1999 году — 73,3 %). Из 139 активных трудоспособных жителей работали 134 человека (74 мужчины и 60 женщин), 5 числились безработными (трое мужчин и две женщины). Среди 27 трудоспособных неактивных граждан 4 были учениками либо студентами, 8 — пенсионерами, а ещё 15 — были неактивны в силу других причин.
На протяжении 2011 года в коммуне числилось 111 облагаемых налогом домохозяйств, в которых проживало 232 человека. При этом медиана доходов составила 30555,5 евро на одного налогоплательщика.